# Verreauxia
Verreauxia is een geslacht van bedektzadigen uit de familie Goodeniaceae. De soorten uit het geslacht komen voor in West-Australië.

## Soorten
- Verreauxia reinwardtii (de Vriese) Benth.
- Verreauxia verreauxii (de Vriese) Carolin
- Verreauxia villosa E.Pritz.

De Afrikaanse dwergspecht (Verreauxia africana) is niet verwant.